# Autopista Ken-Ō
La Autopista Ken-Ō (圏央道 Ken-Ō dō?) o Autopista Metropolitana Inter-ciudad (首都圏中央連絡自動車道 Shuto-ken Chūō Renraku Jidōsha-dō?) es una autopista con peaje de Japón; operadora por Central Nippon Expressway Company y East Nippon Expressway Company. Se designa la autopista como la Ruta Nacional 468, con una longitud de alrededor 300 kilómetros, conocida también como .
En conjunción con la Aqualine Bahía de Tokio y parte de la Ruta Bayshore de la Autopista Shuto forma un anillo, la mayor parte completado, para circunvalación exterior alrededor de la metrópoli de Tokio, en un radio entre 40 a 60 kilómetros.

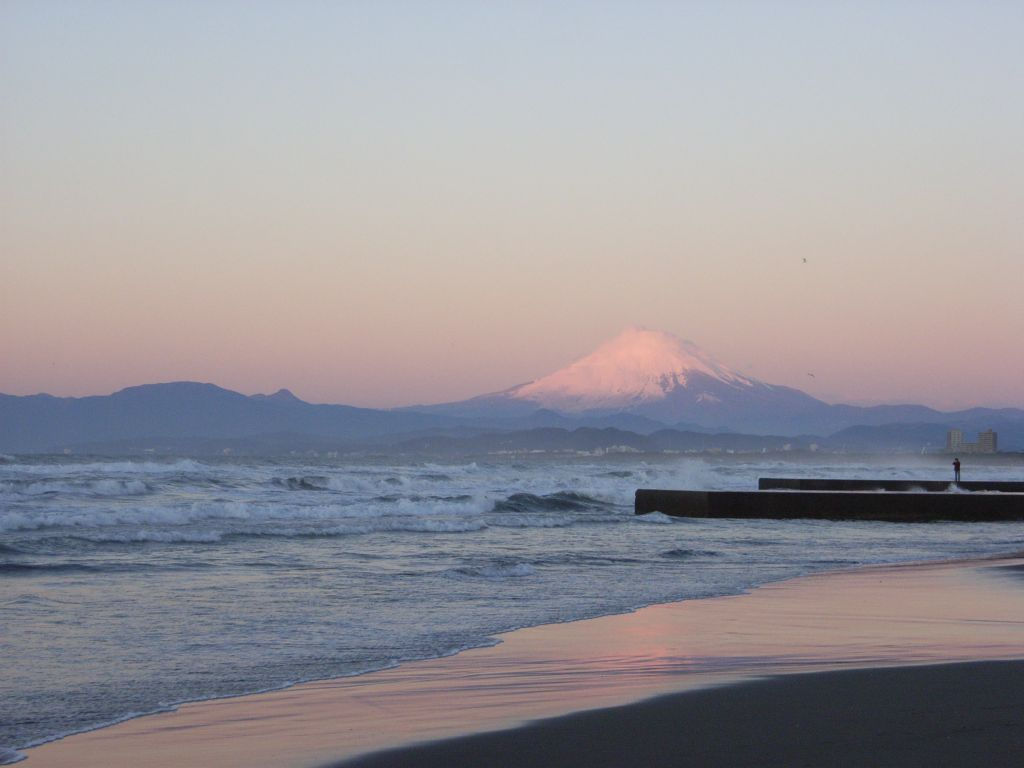
Playa Enoshima en Fujisawa (Kanagawa)

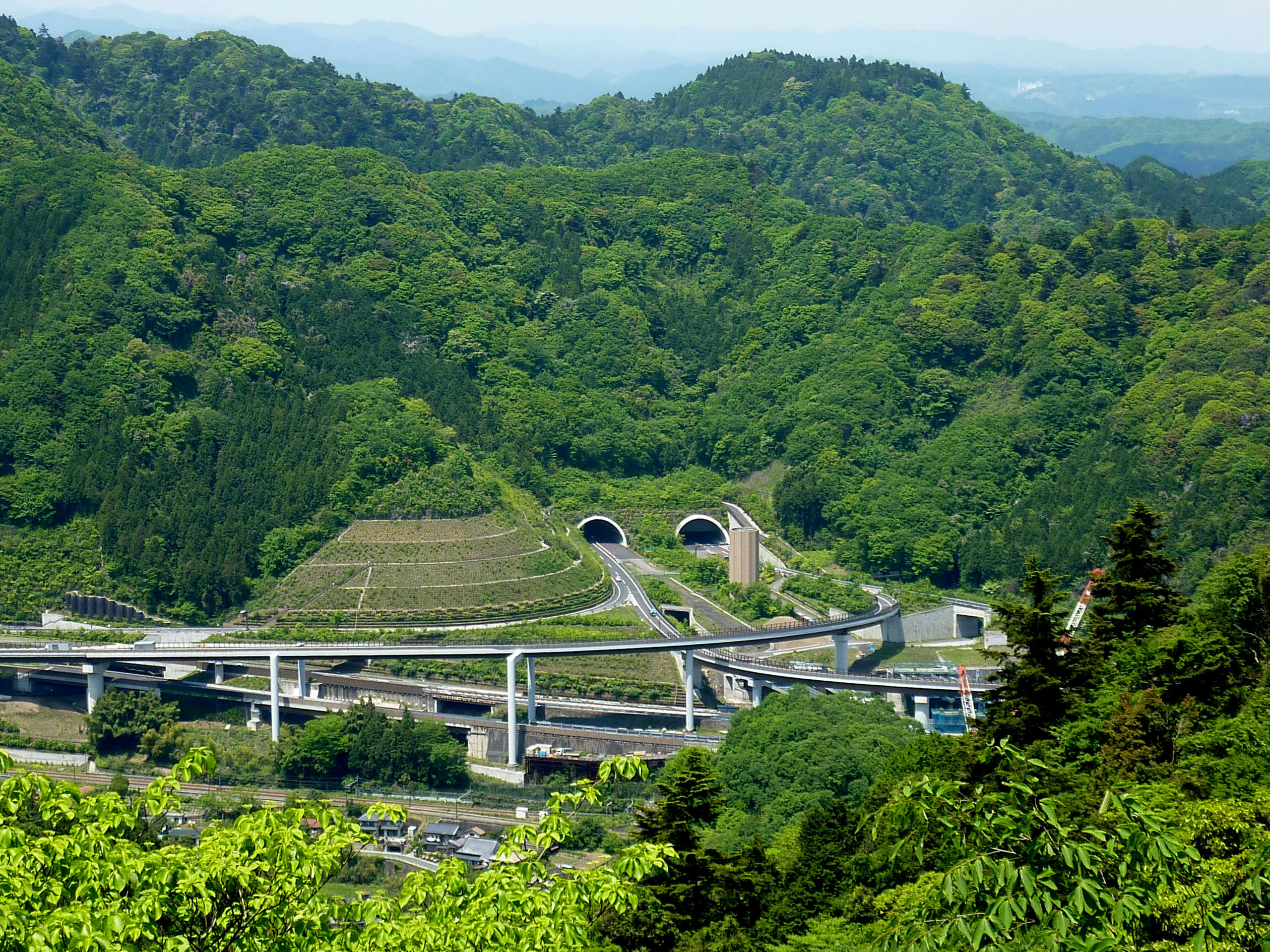
Cruce intercambiador Hachiōji (八王子 JCT)

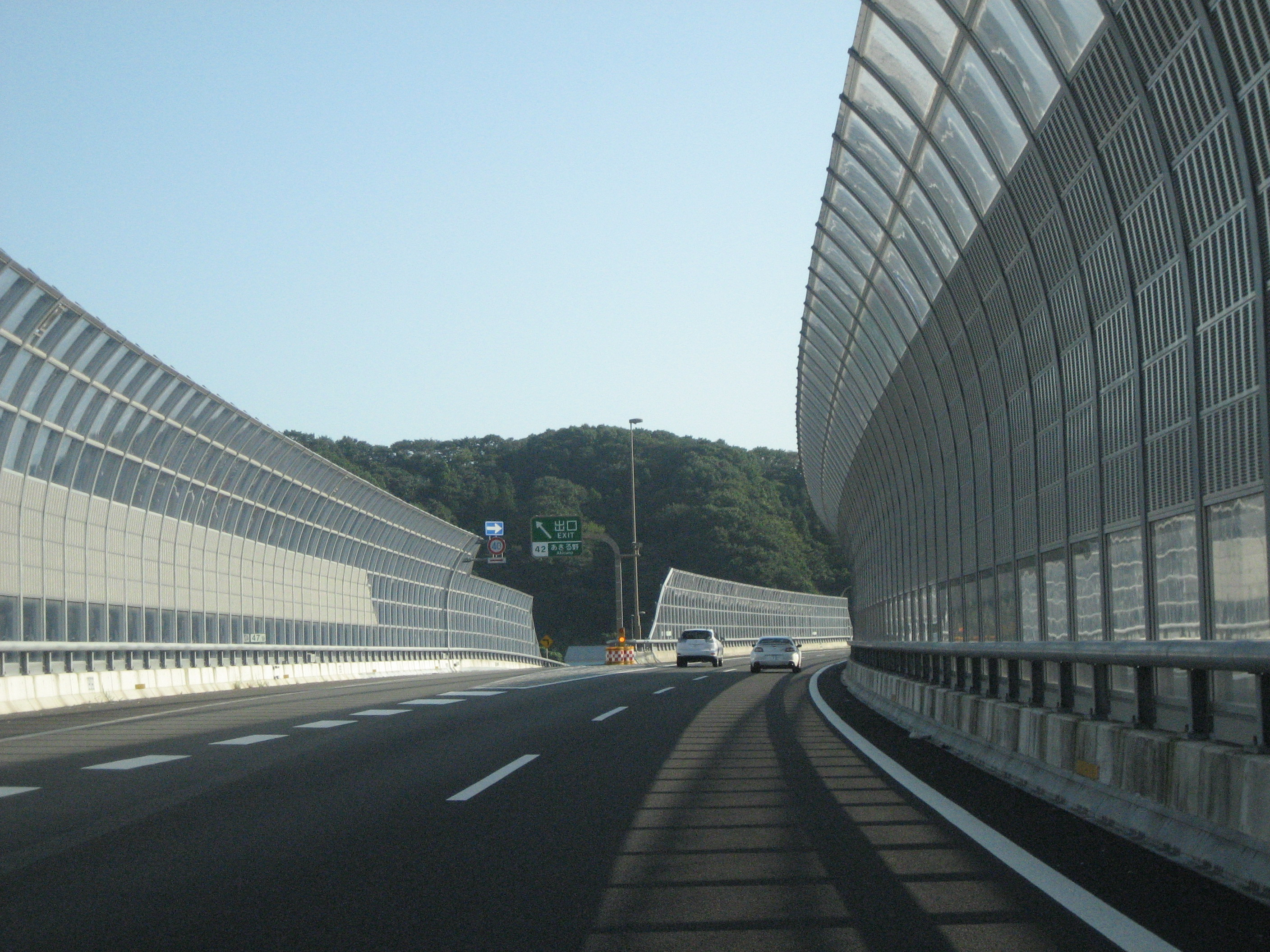
Intercambiador Akiruno (あきる野 IC)

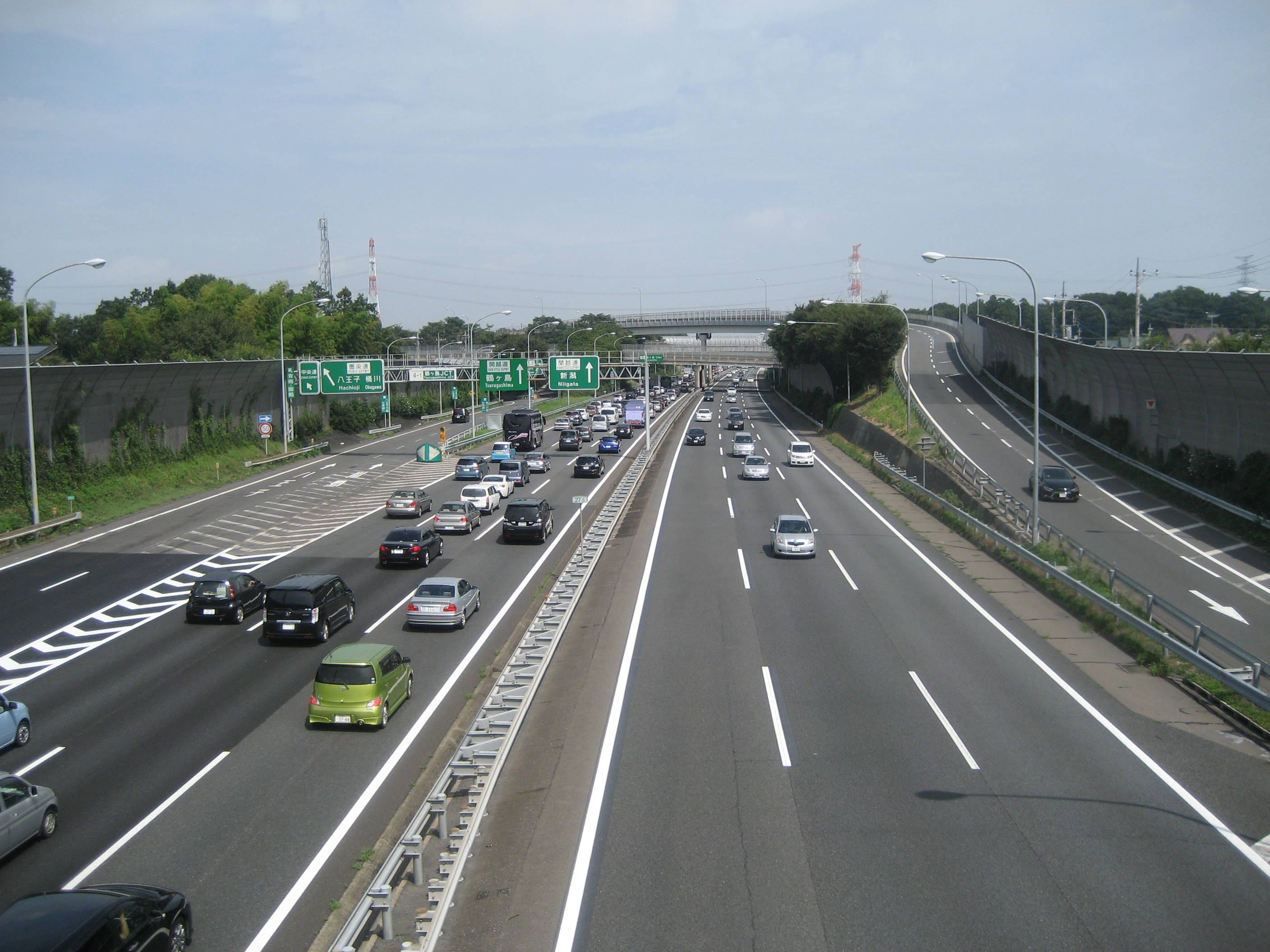
Cruce intercambiador Tsurugashima (鶴ヶ島 JCT)

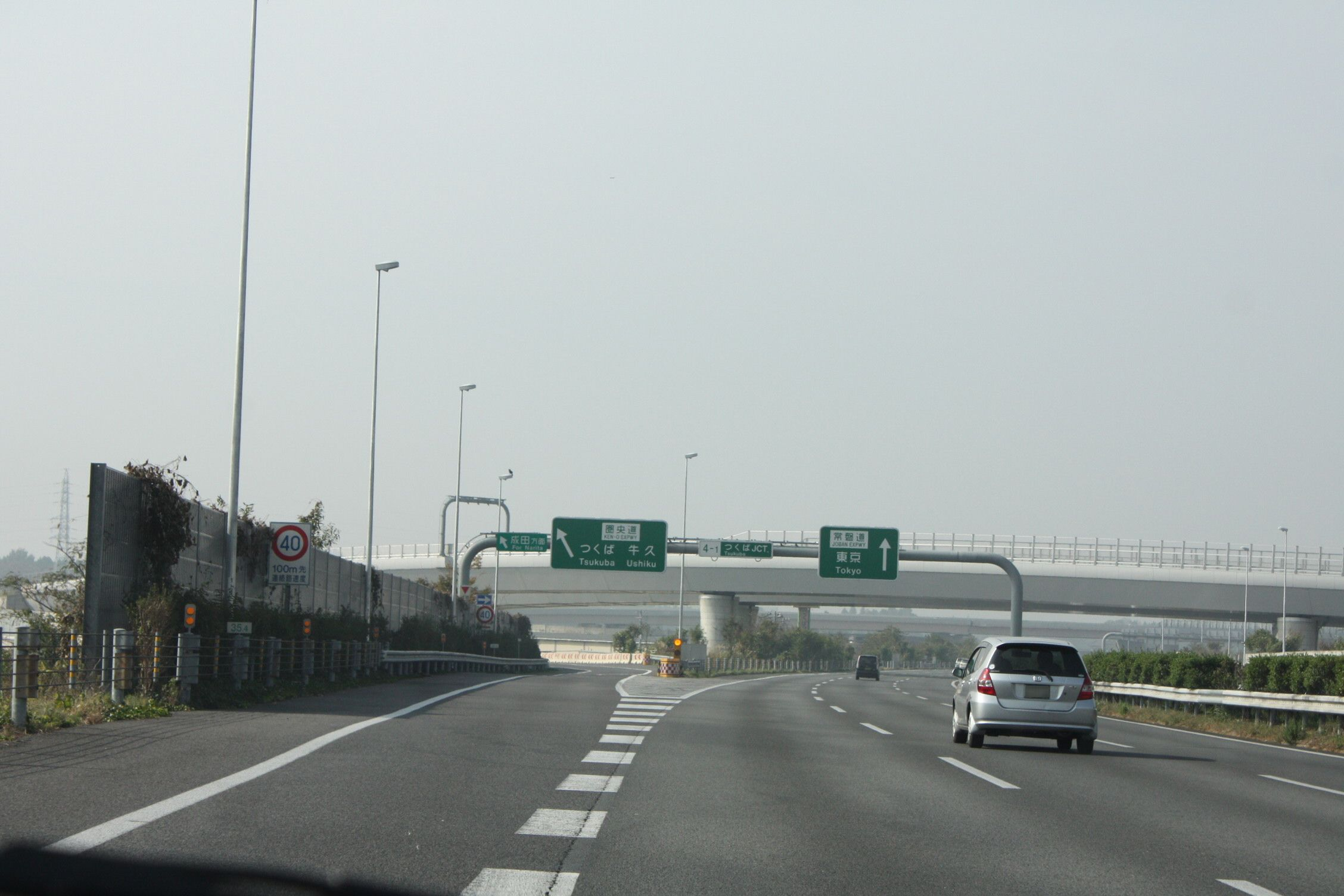
Cruce intercambiador Tsukuba (つくば JCT)

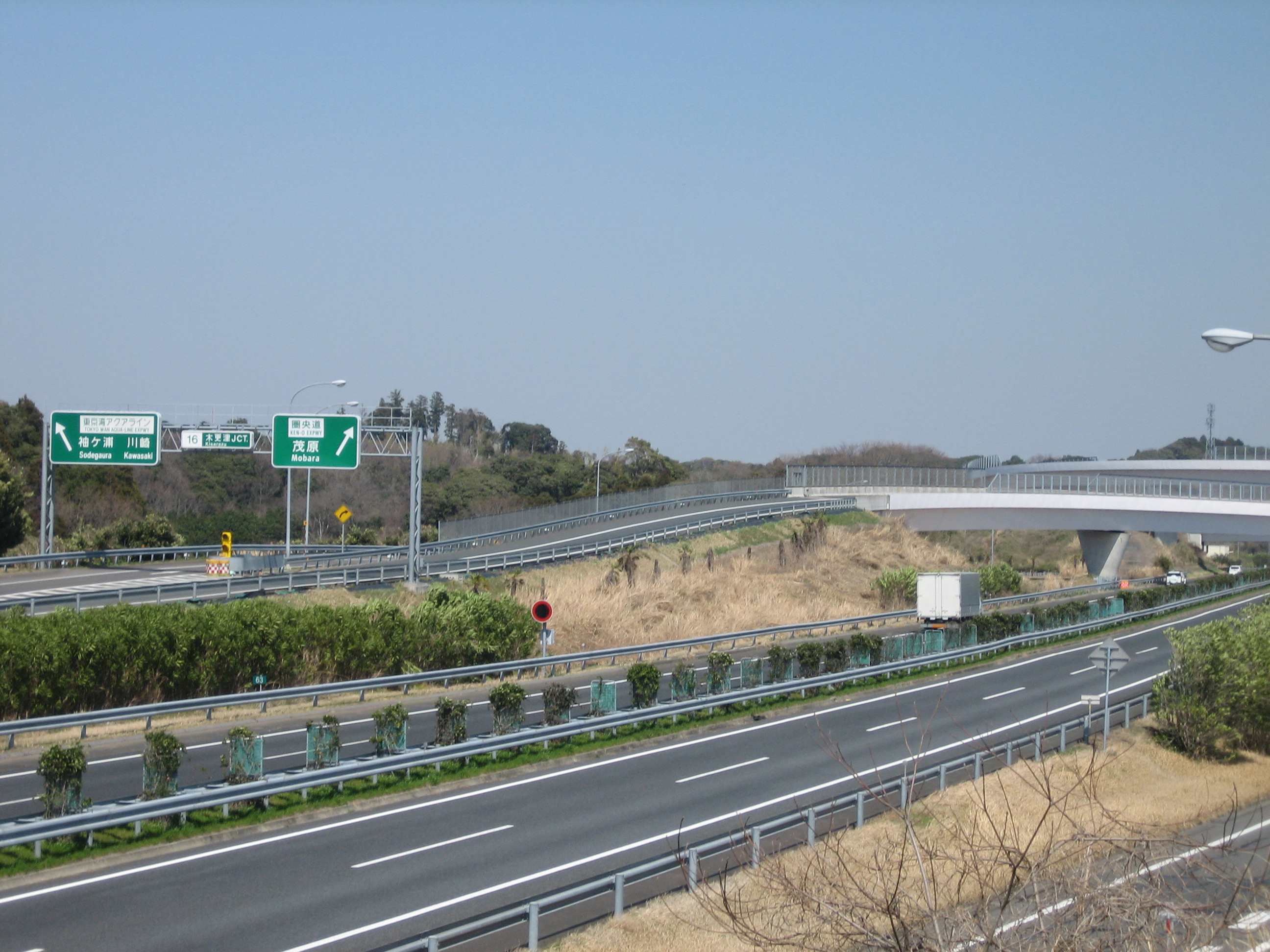
Cruce intercambiador Kisarazu (木更津 JCT)

## Detalles de la autopista
La autopista japonesa Ken-Ō Expressway comienza en el extremo sur de la Ruta Bayshore en Yokohama, desde donde se dirige al oeste a la rama existente de la Yokohama-Yokosuka Expressway. La autopista cruza ciudades y pueblos, entre otros, a Fujisawa, Chigasaki, Atsugi, Sagamihara, Hachiōji, Ōme, Iruma, Kuki, Tsukuba, Inashiki, Narita, Ichihara, Kisarazu, para finalmente cerrar el anillo vial a través de Aqualine Bahía de Tokio a Kawasaki y empalmar a la Ruta Bayshore para llegar al punto de partida en Yokohama.

## Intercambiadores y características
- IC - Intercambiador, SIC - Intercambiador smart,[3] JCT - Cruce intercambiador, PA - Área de parqueo, SA - Área de servicio, BR - Puente, TB - Peaje.[4]

| N.º                                                                                           | Dist. desde 25 JCT | Nombre                          | Conexiones                                                                                       | Notas                  | Localización         | Localización |
| --------------------------------------------------------------------------------------------- | ------------------ | ------------------------------- | ------------------------------------------------------------------------------------------------ | ---------------------- | -------------------- | ------------ |
| 10 JCT                                                                                        | -                  | Namiki (並木)                   | Ruta Bayshore (Shuto Expressway) Ruta Nacional 357                                               | B01 IC Sachiura (幸浦) | Kanazawa-ku Yokohama | Kanagawa     |
| 11 JCT                                                                                        | -                  | Horiguchi Nōkendai (堀口能見台) | Ruta Nacional 16                                                                                 |                        | Kanazawa-ku Yokohama | Kanagawa     |
| 12 JCT                                                                                        | -                  | Kamariya (釜利谷)               | Yokohama-Yokosuka Expressway Ruta Nacional 16 (Bypass)                                           | Planeada 2020          | Kanazawa-ku Yokohama | Kanagawa     |
| 14 JCT                                                                                        | -                  | Kuden (公田)                    |                                                                                                  | Planeada 2020          | Sakae-ku Yokohama    | Kanagawa     |
| 20 JCT                                                                                        | -                  | Sakae (栄)                      | Yokohama Ring Expressway                                                                         | Planeada 2020          | Sakae-ku Yokohama    | Kanagawa     |
| 23 JCT                                                                                        | -                  | Fujisawa (藤沢)                 | Ruta Nacional 1                                                                                  |                        | Fujisawa             | Kanagawa     |
| 24 JCT                                                                                        | -                  | Chigasaki Chuo (茅ヶ崎中央)     | Ruta Prefectural 45 (Ruta Maruko Nakayama Chigasaki) Ruta Prefectural 44 (Ruta Isehara Fujisawa) |                        | Chigasaki            | Kanagawa     |
| 25 JCT                                                                                        | 0.0                | Chigasaki (茅ヶ崎)              | E84 Shin-Shōnan Bypass ( Ruta Nacional 1 - Fujisawa a Chigasaki)                                 |                        | Chigasaki            | Kanagawa     |
| 26 IC                                                                                         | 1.9                | Samukawa Minami (寒川南)        | Ruta Prefectural 44 (Ruta Isehara Fujisawa)                                                      |                        | Samukawa             | Kanagawa     |
| 27 IC                                                                                         | 5.1                | Samukawa Kita (寒川北)          | Ruta Prefectural 46 (Ruta Sagamihara Chigasaki)                                                  |                        | Samukawa             | Kanagawa     |
| - JCT                                                                                         | 7.9                | Ebina Minami (海老名南)         | E1A Shin-Tōmei Expressway                                                                        |                        | Ebina                | Kanagawa     |
| 4-1 JCT                                                                                       | 9.4                | Ebina (海老名)                  | E1 Tōmei Expressway                                                                              |                        | Ebina                | Kanagawa     |
| 31 IC                                                                                         | 11.3               | Ebina (海老名)                  | Ruta Prefectural 43 (Ruta Fujisawa Atsugi)                                                       |                        | Ebina                | Kanagawa     |
| 32 JCT                                                                                        | 16.2               | Ken-Ō-Atsugi (圏央厚木)         | Ruta Nacional 246 (Ruta Atsugi Hadano) Ruta Nacional 129                                         |                        | Atsugi               | Kanagawa     |
| - PA/SIC                                                                                      | 17.5               | Atsugi (厚木)                   |                                                                                                  |                        | Atsugi               | Kanagawa     |
| 33 IC                                                                                         | 21.4               | Sagamihara Aikawa (相模原愛川)  | Ruta Prefectural 52 (Ruta Sagamihara Machida) Ruta Nacional 129                                  |                        | Sagamihara           | Kanagawa     |
| 34 IC                                                                                         | 30.3               | Sagamihara (相模原)             | Carretera Tsukui Kōiki                                                                           |                        | Sagamihara           | Kanagawa     |
| 35 IC                                                                                         | 36.2               | Takaosan (高尾山)               | Ruta Nacional 20 (Hachiōji Minami Bypass)                                                        |                        | Hachiōji             | Tokio        |
| 6 JCT                                                                                         | 38.2               | Hachiōji (八王子)               | E20 Chūō Expressway                                                                              |                        | Hachiōji             | Tokio        |
| 41 IC                                                                                         | 42,6               | Hachiōji Nishi (八王子西)       | Ruta Prefectural 61 (Tokio) (Ruta Yamada Miyanomae)                                              |                        | Hachiōji             | Tokio        |
| 42 IC                                                                                         | 47.8               | Akiruno (あきる野)              | Ruta Nacional 411 (Carretera Shin-Takiyama) Ruta Prefectural 169 (Tokio) (Ruta Fuchigami Hino)   |                        | Akiruno              | Tokio        |
| 43 IC                                                                                         | 49.8               | Hinode (日の出)                 | Ruta Prefectural 184 (Tokio) (Ruta Okutama Akiruno)                                              |                        | Hinode               | Tokio        |
| 44 IC                                                                                         | 58.5               | Ōme (青梅)                      | Ruta Prefectural 44 (Tokio) (Ruta Mizuho Tomioka)                                                |                        | Ōme                  | Tokio        |
| 45 IC                                                                                         | 63.3               | Iruma (入間)                    | Ruta Nacional 16                                                                                 |                        | Iruma                | Saitama      |
| - PA                                                                                          | 67.4               | Sayama (狭山)                   |                                                                                                  |                        | Sayama               | Saitama      |
| 46 IC                                                                                         | 69.3               | Sayama Hidaka (狭山日高)        | Ruta Prefectural 397 (Ruta Horigane Negishi)                                                     |                        | Sayama               | Saitama      |
| 47 IC                                                                                         | 76.1               | Tsurugashima (圏央鶴ヶ島)       | Ruta Nacional 407                                                                                |                        | Tsurugashima         | Saitama      |
| 50 JCT                                                                                        | 78.3               | Tsurugashima (鶴ヶ島)           | E17 Kan-Etsu Expressway                                                                          |                        | Tsurugashima         | Saitama      |
| 51 IC                                                                                         | 83.5               | Sakado (坂戸)                   | Ruta Prefectural 269 (Ruta Kamiigusa Sakado)                                                     |                        | Sakado               | Saitama      |
| 52 IC                                                                                         | 86.0               | Kawashima (川島)                | Ruta Nacional 254                                                                                |                        | Kawajima             | Saitama      |
| 60 IC                                                                                         | 91.7               | Okegawa Kitamoto (桶川北本)     | Ruta Nacional 17 (Carretera Ageo)                                                                |                        | Okegawa              | Saitama      |
| 61 IC                                                                                         | 96.4               | Okegawa Kano (桶川加納)         | Ruta Prefectural 12 (Ruta Kawagoe Kurihashi) Ruta Nacional 17 (Oomiya Bypass)                    |                        | Okegawa              | Saitama      |
| - PA                                                                                          | 99.2               | Shōbu (菖蒲)                    |                                                                                                  |                        | Kuki                 | Saitama      |
| 62 IC                                                                                         | 102.5              | Shiraoka Shōbu (白岡菖蒲)       | Ruta Nacional 122 (Kisai Shōbu Bypass)                                                           |                        | Shiraoka             | Saitama      |
| 70 JCT                                                                                        | 105.8              | Kuki Shiraoka (久喜白岡)        | E4 Tōhoku Expressway                                                                             |                        | Kuki                 | Saitama      |
| 71 IC                                                                                         | 114.3              | Satte (幸手)                    | Ruta Prefectural 383 (Ruta Sōshinden Satte)                                                      |                        | Satte                | Saitama      |
| 72 IC                                                                                         | 118.5              | Goka (五霞)                     | Ruta Nacional 4 Bypass                                                                           |                        | Goka                 | Ibaraki      |
| 73 IC                                                                                         | 125.4              | Sakai Koga (境古河)             | Ruta Nacional 354 (Sakai Iwai Bypass)                                                            |                        | Sakai                | Ibaraki      |
| 74 IC                                                                                         | 134.5              | Bandō (坂東)                    | Ruta Prefectural 20 Bypass (Ruta Yūki Bandō)                                                     |                        | Bandō                | Ibaraki      |
| - PA                                                                                          |                    | Bandō (坂東)                    |                                                                                                  |                        | Bandō                | Ibaraki      |
| 75 IC                                                                                         | 143.4              | Jōsō (常総)                     | Ruta Nacional 294 (Jōsō Bypass)                                                                  |                        | Jōsō                 | Ibaraki      |
| - SIC                                                                                         |                    | Tsukuba (つくば)                |                                                                                                  |                        | Tsukuba              | Ibaraki      |
| 76 IC                                                                                         | 153.9              | Tsukuba-Chūō (つくば中央)       | Ruta Prefectural 19 (Ruta Toride Tsukuba)                                                        |                        | Tsukuba              | Ibaraki      |
| 80 (4-1) JCT                                                                                  | 158.2              | Tsukuba (つくば)                | E6 Jōban Expressway                                                                              |                        | Tsukuba              | Ibaraki      |
| 81 IC                                                                                         | 159.7              | Tsukuba Ushiku (つくば牛久)     | Ruta Nacional 6 (Ushiku Tsuchiura Bypass)                                                        |                        | Tsukuba              | Ibaraki      |
| 82 IC                                                                                         | 165.8              | Ushiku Ami (牛久阿見)           | Ruta Prefectural 48 (Ruta Tsuchiura Ryūgasaki)                                                   |                        | Ami                  | Ibaraki      |
| 83 IC                                                                                         | 171.7              | Ami Higashi (阿見東)            | Ruta Prefectural 34 (Ruta Ryūgasaki Ami Bypass)                                                  |                        | Ami                  | Ibaraki      |
| - PA                                                                                          | 175.7              | Edosaki (江戸崎)                |                                                                                                  |                        | Inashiki             | Ibaraki      |
| 84 IC                                                                                         | 177.7              | Inashiki (稲敷)                 | Ruta Prefectural 49 (Ruta Edosaki Shintone)                                                      |                        | Inashiki             | Ibaraki      |
| 85 IC                                                                                         | 183.7              | Inashiki Higashi (稲敷東)       | Ruta Prefectural 103 (Ibaraki Chiba) (Ruta Edosaki Shimōsa)                                      |                        | Inashiki             | Ibaraki      |
| 86 IC                                                                                         | 188.3              | Kōzaki(神崎)                    | Ruta Nacional 356 (Bypass)                                                                       |                        | Kōzaki               | Chiba        |
| 87 IC                                                                                         | 192.1              | Shimofusa (下総)                | Ruta Prefectural 63 (Ruta Narita Shimofusa)                                                      |                        | Narita               | Chiba        |
| 90 JCT                                                                                        | 198.0              | Taiei (大栄)                    | E51 Higashi-Kantō Expressway cerca al Aeropuerto Internacional de Narita                         |                        | Narita               | Chiba        |
| 91 IC                                                                                         | 200.9              |                                 | Ruta Prefectural 44 (Ruta Narita Omigawa Kashima-Kō) [成田 小見川 鹿島港-線]                     | Planeada 2018          | Narita               | Chiba        |
| 92 IC                                                                                         | 207.1              |                                 | Ruta Nacional 296                                                                                | Planeada 2018          | Tako                 | Chiba        |
| 93 JCT                                                                                        | 216.1              | Matsuo Yokoshiba (松尾横芝)     | Carretera Chōshi Renraku Ruta Prefectural 62 (Ruta Narita Matsuo)                                |                        | Sanmu                | Chiba        |
| 94 IC                                                                                         | 223.5              | Sanmu Narutō (山武成東)         | Ruta Prefectural 76 (Ruta Narutō Shisui)                                                         |                        | Sanmu                | Chiba        |
| 100 JCT                                                                                       | 232.2              | Tōgane (東金)                   | E82 Carretera Chiba-Tōgane                                                                       |                        | Tōgane               | Chiba        |
| 101 IC                                                                                        | 232.2              | Togane (東金)                   | Ruta Nacional 126                                                                                |                        | Tōgane               | Chiba        |
| - SIC                                                                                         | 239.7              | Ōamishirasato (大網白里)        |                                                                                                  | Planeada 2018          | Ōamishirasato        | Chiba        |
| 102 IC                                                                                        | 243.1              | Mobara-Kita (茂原北)            | Ruta Prefectural 21                                                                              |                        | Mobara               | Chiba        |
| - SIC                                                                                         | 248.6              | Mobara Nagara (茂原長柄)        |                                                                                                  | Planeada 2019          | Mobara               | Chiba        |
| 103 IC                                                                                        | 253.8              | Mobara Chōnan (茂原長南)        | Ruta Nacional 409                                                                                |                        | Chōnan               | Chiba        |
| 104 IC                                                                                        | 262.6              | Ichihara Tsurumai (市原鶴舞)    | Ruta Nacional 297                                                                                |                        | Ichihara             | Chiba        |
| - PA                                                                                          | 264.4              | Takatakiko (高滝湖)             |                                                                                                  |                        | Ichihara             | Chiba        |
| 105 IC                                                                                        | 275.1              | Kisarazu Higashi (木更津東)     | Ruta Nacional 410 (Bypass)                                                                       |                        | Kisarazu             | Chiba        |
| - IC                                                                                          |                    | Kazusa (かずさ)                 | Ruta Prefectural 33 (Ruta Kimitsu Hirakawa)                                                      | Planeada               | Sodegaura            | Chiba        |
| 110 JCT                                                                                       | 282.2              | Kisarazu (木更津)               | E14 Tateyama Expressway CA Aqualine Bahía de Tokio                                               |                        | Kisarazu             | Chiba        |
| A través de CA Aqualine Bahía de Tokio a Kawasaki y empalme a Ruta Bayshore (Autopista Shuto) |                    |                                 |                                                                                                  |                        |                      |              |